# Marie Radauer-Plank
Marie Radauer-Plank (* 1986 in Salzburg) ist eine österreichische Geigerin.

## Leben und Werdegang
Marie Radauer-Plank wurde im österreichischen Salzburg geboren und begann bereits im Alter von drei Jahren mit dem Geigenspiel. Schon sieben Jahre später war sie Jungstudentin an der Universität Mozarteum Salzburg. Nach ihrer Matura nahm sie ein Studium in Hannover und Brüssel auf, 2013 schloss sie es mit dem Konzertexamen ab. Dabei studierte sie bei Lukas Hagen, Benjamin Schmid, Ulf Schneider sowie Augustin Dumay und bei Reinhard Goebel zusätzlich Barockgeige.
Marie Radauer-Plank ist mit dem Flötisten Matthieu Gauci-Ancelin verheiratet. Das Ehepaar lebt mit den gemeinsamen Kindern in Berlin.

## Konzerttätigkeit
Bereits während des Studiums gründete Radauer-Plank gemeinsam mit der Pianistin Henrike Brüggen das Duo Brüggen-Plank. Die beiden Musikerinnen geben zahlreiche Konzerte im In- und Ausland. Im Jahr 2017 veröffentlichte das Duo das Album Szymanowski: Works for Violin and Piano. Für das folgende Album Enescu: Works for Violin and Piano (2019) erhielt das Duo einen Supersonic Award, im Jahr 2020 war es außerdem für einen Opus Klassik und einen ICMA nominiert. Im Jahr 2020 ist eine weitere CD mit Werken von Jan Václav Voříšek, Erzherzog Rudolph von Österreich und Ludwig van Beethoven geplant.
Neben ihrer kammermusikalischen Konzerttätigkeit ist Radauer-Plank auch als Solistin aktiv. So trat sie etwa mit dem Münchner Rundfunkorchester, dem Stuttgarter Kammerorchester, dem Folkwang Kammerorchester Essen, der Bayerischen Kammerphilharmonie und dem Orchestra della Accademia Mahler auf. Darüber hinaus wirkte Radauer-Plank in verschiedenen Barockensembles mit, unter anderem dem Ensemble Diderot und dem Ensemble Concerto Melante.
Radauer-Plank ist Preisträgerin verschiedener internationaler Wettbewerbe. Dazu zählen der internationale Bachwettbewerb 2014, der Wettbewerb des Kulturkreises der deutschen Wirtschaft 2012 und der internationale Louis-Spohr-Wettbewerb Weimar. In jungen Jahren wurde sie bereits vielfach bei den österreichischen Jugend-Musik-Wettbewerben Prima la Musica und Gradus ausgezeichnet. Marie Radauer-Plank spielt auf einer Dom Amati von 1746.

## Diskographie
- Szymanowski: Works for Violin & Piano (2017). Duo Brüggen-Plank. Erschienen bei Genuin.
- Enescu: Works for Violin & Piano (2019). Duo Brüggen-Plank. Erschienen bei Genuin.